# Protomyctophum mcginnisi
Protomyctophum mcginnisi is een straalvinnige vissensoort uit de familie van de lantaarnvissen (Myctophidae). De wetenschappelijke naam van de soort is voor het eerst geldig gepubliceerd in 2005 door Prokofiev.